# Rustamhodza Rahimov
Rustamhodza Rahimov   (Duixanbé, 16 de febrer de 1975) és un boxejador alemany, ja retirat, d'origen tadjik, guanyador d'una medalla olímpica.
Nascut a Duixanbé, en acabar el Campionat del Món de 1995, disputat a Berlín, va desertar i demanar asil a Alemanya. Des del 2002 té la ciutadania alemanya.
El 2004 va prendre part en els Jocs Olímpics d'Estiu d'Atenes, on va guanyar la medalla de bronze en la categoria del pes mosca del programa de boxa. Quatre anys més tard, als Jocs de Pequín, quedà eliminat en sèries en la categoria del pes gall. En el seu palmarès amateur també destaquen dues medalles en el Campionat del Món de boxa amateur, de plata el 2005 i de bronze el 2003, així com una medalla de bronze en el Campionat d'Europa de boxa amateur de 2004.
Una vegada retirat passà a exercir d'entrenador.